# Fernando Tamayo Tamayo
Fernando Eustacio Tamayo Tamayo (Palermo, Paipa, Boyacá, 13 de febrero de 1950-Bogotá, 13 de abril de 2018) fue un economista y político colombiano, y Senador de la República entre 2010 hasta su muerte en 2018.

## Biografía
Estudió economía en la Universidad Jorge Tadeo Lozano en Bogotá y se especializó en Finanzas Públicas en la Universidad del Rosario; vinculado al Partido Conservador Colombiano, regresó a Paipa y fue elegido concejal de esta ciudad entre 1974 y 1980. Entonces se vinculó al trabajo comunitario en Bogotá y obtuvo un escaño en el Concejo en 1982; fue reelecto sucesivamente hasta 1993, gracias a su trabajo con las juntas de acción comunal de la ciudad. Renunció para aspirar a la Cámara de Representantes en 1994, obteniendo la curul y renovándola en 1998; en ese entonces su hermana Soledad Tamayo fue elegida Concejal de Bogotá. En las elecciones de 2002 y 2006 alcanzó nuevamente un escaño en la Cámara, con una sólida votación, pese a la debacle de su partido en Bogotá, convirtiéndose en el único representante conservador de la ciudad. En 2007, su equipo se sigue consolidando en el centro del país, después de que su hermano Helio Rafael Tamayo Tamayo es elegido diputado por el departamento de Cundinamarca. En 2010 fue elegido Senador obteniendo significativo apoyo en Bogotá, Cundinamarca y Boyacá. En 2014 es reelegido como senador y único representante del departamento de Cundinamarca. Falleció el 13 de abril de 2018 por cáncer.